# جائزة الأرجنتين الكبرى 1957
جائزة الأرجنتين الكبرى 1957 هو سباق فورمولا 1 أقيم بتاريخ 13 يناير 1957 في حلبة أوسكار جالفيز، بوينس آيرس. حلّ الأرجنتيني خوان مانويل فانجيو أولا بينما جاء الفرنسي جان بيرا في المركز الثاني.